# 다이아미노하이드록시포스포리보실아미노피리미딘 탈아미노 효소
효소학에서 다이아미노하이드록시포스포리보실아미노피리미딘 탈아미노 효소(diaminohydroxyphosphoribosylaminopyrimidine deaminase, EC 3.5.4.26 )는 화학 반응을 촉매하는 효소이다. 
2,5-다이아미노-6-하이드록시-4-(5-포스포리보실아미노)피리미딘 + H2O {\displaystyle \rightleftharpoons } 5-아미노-6-(5-포스포리보실아미노)유라실 + NH 3
따라서, 이 효소의 2가지 반응물은 2,5-다이아미노-6-하이드록시-4-(5-포스포리보실아미노)피리미딘과 물이고, 2 개의 생성물은 5-아미노-6-(5-포스포리보실아미노)유라실과 암모니아이다. 
이 효소는 펩타이드 결합 이외의 탄소-질소 결합(특히 고리형 아미딘)에 작용하는 가수 분해 효소 계열에 속한다. 이 효소의 체계적인 명칭은 2,5-다이아미노-6-하이드록시-4-(5-포스포리보실아미노)피리미딘 2- 아미노기 가수 분해 효소(2,5-diamino-6-hydroxy-4-(5-phosphoribosylamino)pyrimidine 2-aminohydrolase)이다. 이 효소는 리보플라빈 대사에 참여한다.